# Koki Hinokio
Koki Hinokio (檜尾 昂樹, Hinokio Kōki), né le 26 février 2001 à Osaka au Japon, est un footballeur japonais. Il évolue au poste de milieu offensif au ŁKS Łódź.

## Biographie

### En club
Né à Osaka au Japon, Koki Hinokio est formé par le Kumiyama FC. Il rejoint ensuite la Pologne, s'engageant en faveur du Stomil Olsztyn le 5 février 2019.
Il joue son premier match en professionnel avec ce club, le 21 août 2019, lors d'une rencontre de championnat face au Sandecja Nowy Sącz. Il entre en jeu et son équipe s'impose par un but à zéro.
Le 1er juillet 2021, Koki Hinokio s'engage en faveur du Zagłębie Lubin pour un contrat de trois ans, soit jusqu'en juin 2024. Il devient à cette occasion le premier joueur japonais de l'histoire du club.
Il découvre alors l'Ekstraklasa, l'élite du football polonais, jouant son premier match le 18 février 2022, face au Wisła Płock. Il est titularisé, et son équipe s'impose par trois buts à un.
En août 2021, Hinokio est prêté au Stal Mielec. Le 14 février 2022, il voit son prêt prendre fin prématurément, étant rappelé par le Zagłębie Lubin.
Le 7 février 2023, Koki Hinokio fait son retour au Stal Mielec. Il signe un contrat courant jusqu'en juin 2025.